# Rongellen
Rongellen (rätoromanisch Runtgaglia, schweizerdeutsch Ronggélla) ist eine politische Gemeinde der Region Viamala des Kantons Graubünden in der Schweiz.

## Geographie
Rongellen liegt am Rande der Viamala auf halbem Weg zwischen Thusis und Zillis. Rongellen besteht aus weit verstreuten Häusergruppen in einer Waldlichtung am alten Viamalaweg. Nachbargemeinden von Rongellen sind Muntogna da Schons, Thusis, Sils im Domleschg und Zillis-Reischen.

## Geschichte
1344 Rungal, Ob Mitte des 14. Jahrhunderts eine Walseransiedlung bestand, ist unsicher. Die Herrschaftsrechte hatten nacheinander die Vazer, die Werdenberger und ab 1456 das Bistum Chur inne. 1458 kaufte sich das Tal aus.
Kirchlich gehörte Rongellen seit jeher zu Thusis. Um 1529 erfolgte die Reformation. Bis 1851 war Rongellen eine Nachbarschaft der Gerichtsgemeinde Schams. Mit Zillis und Reischen bildete es ein kleines Zivilgericht.
Rongellen hatte Anteil am Transitverkehr Richtung Splügen und San Bernardino. Die linksrheinische Hauptroute führte – vermutlich von spätrömischer Zeit an – bis 1821 durch das Dorf. Unterrongellen entstand nach dem Bau der tiefer gelegenen neuen Fahrstrasse 1821.
Im 19. Jahrhundert scheiterte der Versuch, Rongellen mit seinem unklaren Rechtsstatus Thusis oder einer Schamser Gemeinde zuzuschlagen. Seit 1890 besteht eine eigene Dorfordnung. Die Kleingemeinde besitzt keine Kirche, weder Laden noch Wirtschaft und seit 1971 auch keine Schule mehr. Rongellen ist das einzige seit jeher deutschsprachige Dorf im Schams.

## Wappen
| Wappen von Rongellen | Blasonierung: «In Gold (Gelb) eine gestürzte blaue Spitze, belegt mit einer silbernen Bogenbrücke» |
| Wappen von Rongellen | Heraldische Darstellung der von Brücken überspannten Viamala bzw. der Viamalaschlucht.             |

## Bevölkerung
| Jahr      | 1780 | 1850 | 1900 | 1950 | 1980 | 1990 | 2000 | 2005 | 2016 | 2020 |
| Einwohner | 75   | 63   | 49   | 71   | 32   | 48   | 53   | 44   | 61   | 56   |

### Sprachen
Die Gemeindebewohner sprechen seit der Besiedlung im Mittelalter deutsch. Ob sie von zugewanderten Walsern abstammen, ist ungeklärt. Bis zu Beginn des Ersten Weltkriegs gab es immer wieder romanischsprachige Zuwanderer aus den umliegenden Gemeinden (Anteil 1900 22 %, 1910 17 %). Heute umfasst dieser Personenkreis nur noch einzelne Personen, wie folgende Tabelle zeigt:
| Sprachen      | Volkszählung 1980 | Volkszählung 1980 | Volkszählung 1990 | Volkszählung 1990 | Volkszählung 2000 | Volkszählung 2000 |
| Sprachen      | Anzahl            | Anteil            | Anzahl            | Anteil            | Anzahl            | Anteil            |
| ------------- | ----------------- | ----------------- | ----------------- | ----------------- | ----------------- | ----------------- |
| Deutsch       | 28                | 87,50 %           | 45                | 93,75 %           | 47                | 88,68 %           |
| Rätoromanisch | 3                 | 9,38 %            | 1                 | 2,08 %            | 5                 | 9,43 %            |
| Einwohner     | 32                | 100 %             | 48                | 100 %             | 53                | 100 %             |

Behördensprache ist Deutsch.

### Herkunft und Nationalität
Von den Ende 2005 44 Bewohnern waren 41 Schweizer Staatsangehörige.

## Besonderes
Rongellen ist seit einigen Jahren (ca. 1999) die Gemeinde mit dem tiefsten Steuerfuss in Graubünden. Er beträgt 30 % der einfachen Kantonssteuer.